# Mônica Vasconcelos
Mônica Vasconcelos (São Paulo, 13 november 1966) is een Braziliaanse jazzzangeres en radiopresentatrice.

## Biografie
Vasconcelos begon haar muzikale carrière in de clubs van haar geboortestad. Na haar verhuizing naar Londen in 1992 zong ze verder en formeerde ze in 1994 haar band Nóis. Naast de Braziliaanse gitarist Ife Tolentino waren ook Britse muzikanten als toetsenist Steve Lodder en trombonist Paul Nieman van de partij. Daarnaast vertolkte ze bij bands als Viramundo en As Meninas het repertoire van de Música Popular Brasileira. Als zangeres trad ze op bij veel fameuze festivals zoals WOMAD en de Berliner Jazztage. Ze bracht sinds 1997 zeven albums uit onder haar eigen naam. Haar album São Paulo Tapes, geproduceerd door Robert Wyatt, presenteert songs die werden geschreven tijdens de Braziliaanse militaire dictatuur tussen 1964 en 1985 door songwriters als Chico Buarque, João Bosco, Ivan Lins en Caetano Veloso. Verder was ze (naast Lenine, Zélia Duncaan, Ney Matogrosso en Joyce) te gast op Alberto Rosenblits album De Bem Com a Vida.
Als redacteure en presentatrice van BBC World Service produceerde Vasconcelos radioprogramma's over de geschiedenis van de Música Popular Brasileira. In 2014 won ze tijdens het New York Festivals International Radio Programme Awards de onderscheiding in goud voor haar documentaire The Secret History of Bossa Nova, die ze in 2013 presenteerde op BBC Radio 4.

## Discografie
- 2000: As Meninas: Bom Dia (met Ingrid Laubrock, Ife Tolentino, Chris Wells)
- 2012: A Bossa Nova Love Affair (met Stacey Kent, Irene Kral, Gustavo Marques, Guinga, Clare Teal, Jacqui Dankworth, Mishka Adams, Ingrid Laubrock, Heidi Vogel)
- 2016: The Sao Paulo Tapes (met Ife Tolentino, Liam Noble, Andres Lafone, Yaron Stavi, Marius Rodrigues)

- Library of Congress Control Number: no2010019413
- MusicBrainz: 1e14836a-bdc6-4b60-bfc9-07b187d21726
- Virtual International Authority File: 312698353